# Lippay Lajos (1840–1905)
Lippay Lajos  (Miskolc, 1840. augusztus 20. – Jászalsószentgyörgy, 1905. augusztus 2.) római katolikus plébános, a jászberényi gimnázium igazgatója 1876-1884 között, majd Jászalsószentgyörgyön plébános és a helyi iskola igazgatója volt.

## Életrajza
Elemi iskolai tanulmányait szülővárosában végezte, majd Egerbe került.
1864-ben az egri papi szeminárium elvégzése után ugyanitt szentelték katolikus pappá. Négy évig segéd-lelkészkedett, míg 1869-ben érseki beleegyezéssel a kisvárdai közbirtokosság által fenntartott népiskola tanítója lett ahol 1876-ig működött. Közben több alkalommal külföldi tanulmányútra – német nyelvterületre - küldte a minisztérium a tanügyek tanulmányozására.
1876-ban a jászberényi – akkori nevén - főgymnasium hittanára lett, de emellett tanított német nyelvet és irodalmat is. Miután ugyanebben az évben az igazgatói állás is megüresedett, először helyettes, később pedig rendes igazgatóvá választották meg, ahol 1884-ig dolgozott. Jászberényi ténykedése alatt megalakította a katolikus legényegyletet, amely az iparossegédek erkölcsi és szellemi nevelését szolgálta.
1884-ben plébánossá nevezték ki Jászalsószentgyörgyre, ahol a következő évben az iskola igazgatójává nevezték ki. Széles körű tudásával, magas műveltséggel vértezetten, nem mindennapi munka bírásával Jászalsószentgyörgy határain túl is erős közéleti szerepeket vállalt.

## Emlékezete
Nevét viseli Jászalsószentgyörgyön a Lippay Lajos Alsó-jászsági Bölcsődei, Óvodai, Iskolai és Alapfokú Művészetoktatási Intézmény.

## Munkái
- Jász-Alsó-Szent-György község történeti vázlata és templomának századik évfordulója. Jászberény, 1893.
- Szerkesztette a jászberényi gimnázium értesítőjét 1876-tól 1883-ig.